# Jezioro Pekulnejskie
Jezioro Pekulnejskie (ros. Пэкульнейское озеро) – jezioro przybrzeżne w azjatyckiej części Rosji, w Czukockim Okręgu Autonomicznym.
Leży u podnóża pasma Ukwuszwujnen (Góry Koriackie) nad Morzem Beringa, oddzielone od niego piaszczystą mierzeją, lustro wody na wysokości 0,7 m n.p.m.; powierzchnia 435 km²; północne brzegi wysokie, południowe niskie.
Do Jeziora Pekulnejskiego uchodzi kilka niewielkich rzek wypływających z gór Ukwuszwujnen, wypływa z niego krótka rzeka Majna uchodząca do Morza Beringa.